# مارغريت بيبر
مارغريت بايبر (بالألمانية: Margarete Bieber)‏ (31 يوليو 1879-25 فبراير 1978) مؤرخة فن يهودية أميركية وعالمة آثار كلاسيكية وبروفيسورة. أصبحت ثاني بروفيسورة جامعية في ألمانيا في عام 1919 عندما تسلمت منصبها في جامعة جيسن. دَرَست مسرح اليونان القديم وروما بالإضافة إلى النحت وملابس روما القديمة واليونان. غادرت بايبر ألمانيا بعد أن تسلم النازيون السلطة، واتجهت إلى الولايات المتحدة حيث علَّمت في كلية برنارد وجامعة كولومبيا وجامعة برينستون. نشرت مئات الأعمال خلال مسيرتها المهنية وألّفت أعمالًا بارزة في أربعة مجالات دراسية وهي: المسرح اليوناني والروماني والنحت الهيليني واللباس القديم والنسخ الرومانية للفن اليوناني. شددت على أن النسخ الرومانية عن الأصول اليونانية هي في الأساس أعمال رومانية وتتمتع بطابع الحضارة الرومانية.

## السيرة الذاتية

### نشأتها وتعليمها
وُلدت مارغريت بايبر في الحادي والثلاثين من يوليو عام 1879 في شوناو، لاندكريس شويتز (تدعى حاليًا بسيغوفو، في بولندا) لأبوين يهوديين، وهما فالي بوكوفزر وجيكوب هينريتش بايبر الذي كان عاملًا في مصنع. ارتادت مدرسة للفتيات في شويتز (حاليًا شفيتشي) واستمر ذلك لست سنوات قبل أن تُرسل إلى مدرسة فنلندية في درسدن. في عام 1899، التحقت بمدرسة جيمناسيالكورس، وهي مدرسة خاصة أسستها هيلين لانج. في عام 1901، نجحت في امتحان التخرج الحكومي في ثورن وسجلت في جامعة برلين. لم يُسمح للنساء بالتسجيل، فحضرت محاضرات هيرمان أليكساندر ديلز ورينارد كيكولي فون سترادونيتز وألريش فون ويلامويتز مويليندورف. تخرجت في الفصل الدراسي الشتوي 1901/1902 في برلين. في عام 1904، انتقلت إلى بون لتدرس عند بول كليمين وجورج لويشك وفرانس بوتشيلير. حصلت على شهادتها في الدكتوراه من جامعة بون عام 1907، وكانت أطروحتها بخصوص تمثيل الأزياء اليونانية القديمة ضمن الفنون.

### البحث والأستاذية
في السنوات التالية، أجرت مارغريت أبحاثًا شاملة في البحر الأبيض المتوسط. كانت أول امرأة تتلقى منحة سفر من المعهد الألماني للآثار في عام 1909. ومنذ ذاك الحين وحتى عام 1914، أجرت الأبحاث في أثينا ولاحقًا في روما. أصبحت عضوًا في المعهد الألماني للآثار في عام 1913. عندما نشبت الحرب العالمية الأولى، عادت بايبر إلى ألمانيا وعملت موظفة في الصليب الأحمر. من عيد الفصح عام 1915، علمت الحلقات الدراسية وأدارت معهد الآثار في جامعة برلين لمدرسها السابق جورج لويشك الذي كان مريضًا. بعد أن فارق الحياة في نوفمبر عام 1915، عُيّن خليفة له ولم تتمكن من الاستمرار في التعليم لأن النساء لم يحصلن على التأهيل في ذاك الوقت. تابعت بايبر تعليم الدورات الخاصة خارج منزلها، وكانت دورا وإروين بانوفسكي من بين طلابها.
وبعد عدة محاولات فاشلة، حصلت على الموافقة لدراسات ما بعد الدكتوراه في عام 1919 وأصبحت مساعدة بروفيسور في علم الآثار الكلاسيكي في جامعة جيسن. كانت ثاني امرأة تصبح بروفيسورة جامعية في ألمانيا. مع بداية عام 1928، ترأست معهد جيسن الأثري، وفي عام 1931، أصبحت بروفيسورة بتفرغ كامل. بدا المستقبل آمنًا بالنسبة لها في عام 1932 فتبنت طفلة تبلغ من العمر ست سنوات وأطلقت عليها اسم إنجيبورغ.
بعد استيلائهم على السلطة، أزال النازيون اليهود من المناصب التعليمية وأُزيلت بايبر من العمل بصفتها بروفيسورة في يوليو عام 1933.
غادرت ألمانيا كل من بايبر وإنجيبورغ ومعلمتها كاثرينا فريتاغ واتجهن إلى إنكلترا حيث أصبحت بايبر زميلة فخرية في كلية سومرفيل في أوكسفورد.

### الهجرة على أميركا
في عام 1934، انتقلت بايبر إلى الولايات المتحدة بدعوة من كلية برنارد حيث كانت محاضرة. أوصي بها لجامعة كولومبيا حيث أصبحت بروفيسورة زائرة في قسم الآثار وتاريخ الفن في عام 1936. تقدمت بطلب الحصول على الجنسية الأميركية في عام 1939.
في عام 1939، نشرت «تاريخ المسرح الروماني واليوناني». أصبح هذا العمل نصًا أساسيًا لطلاب المسارح القديمة في روما واليونان، ويتعمق هذا النص في الفروق الدقيقة للإنتاج والجوانب العملية للتنظيم.
خلال الحرب العالمية الأولى، ساعدت بايبر اللاجئين الألمانيين. تقاعدت من جامعة كولومبيا في عام 1948، على الرغم من استمرارها في إلقاء المحاضرات في كلية الدراسات العامة بجامعة كولومبيا وفي جامعة برينستون. ساعدت مؤسسة بولينجن في تمويل «منحوتة العصر الهيليني» التي نُشرت في عام 1955. استمرت في نشر الأعمال التي وصفت الملابس القديمة والنحت في المتاحف الأميركية. انتُخبَت بايبر زميلة في الأكاديمية الأميركية للعلوم والفنون في عام 1971، وفي عام 1974 منحها المعهد الأثري الأميركي الميدالية الذهبية لإنجازها الأثري المميز. استمر نشاطها حتى آخر سنين حياتها التي عاشتها مع ابنتها بالتبني إنجيبورغ ساكس. نُشر عملها الأخير بعنوان «النسخ القديمة» في عام 1977 وشرح بالتفصيل تحول النسخ الرومانية وانعكاسها على الفن اليوناني. فارقت بايبر الحياة بعمر الثامنة والتسعين في الخامس والعشرين من فبراير عام 1978 في نيو كانان، كونيكتيكت.